# Pierre Joseph Bonnaterre
Pierre Joseph Bonnaterre (1752 Aveyron – 20. září 1804 Saint-Geniez) byl francouzský kněz, přírodovědec a zoolog.

## Životopis
V roce 1772 vstoupil do semináře v Rodez a byl zde 22. února 1779 vysvěcen na kněze. Jako vikář odešel do Paříže, kde spolupracoval na tvorbě encyklopedie. Studoval přírodní vědy a medicínu a v roce 1798 vydal knihu s medicínským obsahem. V roce 1796 založil zoologickou zahradu v Rodez a 16. května 1797 se stal profesorem na École centrale de l'Aveyron.
Do Tableau encyclopédique et méthodique přispěl mnoha články o ptácích a rybách. Byl prvním vědcem, který studoval případ vlčího dítěte Viktora z Aveyronu.
Bonnaterre popsal více než 25 nových druhů ryb a více než 400 ryb ilustroval ve své encyklopedické práci.
Jeho zoologická zkratka je Bonnaterre.

## Dílo
- Tableau encyclopédique et méthodique des trois règnes de la nature, dix-huitième partie, insectes. Agasse, Paříž 1797.
- Recueil de médecine vétérinaire ou Collection de mémoires d'instructions et de recettes sur les maladies des animaux domestiques.
- Tableau encyclopédique et méthodique des trois règnes de la nature ..., cétologie, ophiologie, erpétologie. Padua 1795.
- Tableau encyclopédique et méthodique des trois règnes de la nature, Ophiologie. Panckoucke, Paříž 1790.
- Tableau encyclopédique et méthodique des trois règnes de la nature, ornithologie. Panckoucke, Paříž 1790/91.
- Tableau encyclopédique et méthodique des trois règnes de la nature ... Cétologie. Panckoucke, Paříž 1789.
- Tableau encyclopédique et méthodique des trois règnes de la nature ..., Erpétologie. Panckoucke, Paříž 1789/90.
- Tableau encyclopédique et méthodique des trois règnes de la nature ..., Ichthyologie. Panckoucke, Paříž 1788.